# Рошфурша
Рошфурша́ (фр. Rochefourchat) — муніципалітет у Франції, у регіоні Овернь-Рона-Альпи, департамент Дром. Населення — 1 особа (01.01.2021).
Муніципалітет розташований на відстані близько 530 км на південний схід від Парижа, 135 км на південь від Ліона, 50 км на південний схід від Валанса.

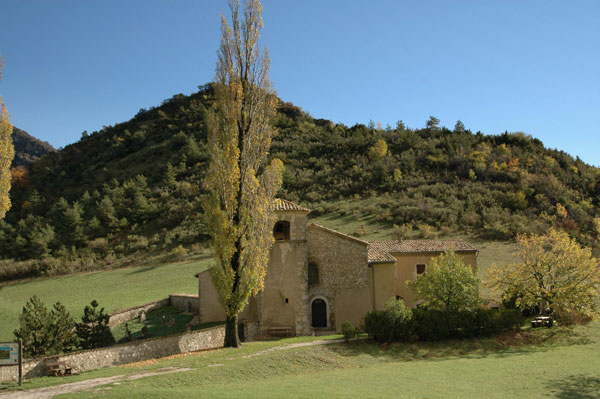

## Історія
До 2015 року муніципалітет перебував у складі регіону Рона-Альпи. Від 1 січня 2016 року належить до нового об'єднаного регіону Овернь-Рона-Альпи.

## Демографія
Динаміка населення (INSEE ):

## Економіка
2010 року серед 1 особи працездатного віку (15—64 років) 1 була активною, 0 — неактивними (показник активності 100,0%, у 1999 році було 100,0%). З 1 активної мешканців працювала 1 особа (1 чоловік та 0 жінок), безробітними було 0 (0 чоловіків та 0 жінок). Серед 0 неактивних 0 осіб було учнями чи студентами, 0 — пенсіонерами, 0 були неактивними з інших причин.